# Богданівська сільська рада (Золотоніський район)
Богдані́вська сільська́ ра́да — адміністративно-територіальна одиниця та орган місцевого самоврядування в Золотоніському районі Черкаської області. Адміністративний центр — село Богдани.

## Загальні відомості
- Населення ради: 591 особа (станом на 2001 рік)

## Населені пункти
Сільській раді були підпорядковані населені пункти:
- с. Богдани
- с-ще Шкодунівка

## Склад ради
Рада складалася з 14 депутатів та голови.
- Голова ради: Головко Віктор Петрович

### Керівний склад попередніх скликань
| Прізвище, ім'я, по батькові | Основні відомості                                                                                   | Дата обрання | Дата звільнення |
| --------------------------- | --------------------------------------------------------------------------------------------------- | ------------ | --------------- |
| Омелик Микола Миколайович   | Сільський голова, 1971 року народження, безпартійний                                                | 26.03.2006   | 31.10.2010      |
| Головко Віктор Петрович     | Сільський голова, 1965 року народження, освіта середня спеціальна, член Української Народної Партії | 31.10.2010   |                 |
| Головко Віктор Петрович     | Сільський голова, 1965 року народження, освіта середня спеціальна, член Української Народної Партії | 31.10.2010   |                 |

Примітка: таблиця складена за даними сайту Верховної Ради України

### Депутати
За результатами місцевих виборів 2010 року депутатами ради стали:

#### За суб'єктами висування
| Суб'єкт висування | Кількість обраних депутатів | %   |
| ----------------- | --------------------------- | --- |
| Самовисування     | 14                          | 100 |

#### За округами
| № округу | Прізвище, ім'я, по батькові  | Дата визнання обраним | Освіта  | Партійна приналежність            | Відомості про обраного депутата                      |
| -------- | ---------------------------- | --------------------- | ------- | --------------------------------- | ---------------------------------------------------- |
| 1        | Пузь Оксана Олексіївна       | 02.11.2010            | середня | позапартійна                      | СТОВ «Богданівське», секретар                        |
| 2        | Марчук Катерина Миколаївна   | 02.11.2010            | середня | позапартійна                      | Золотоніський територіальний центр, сестра милосердя |
| 3        | Жгут Наталія Василівна       | 02.11.2010            | середня | член Партії регіонів              | Сільський будинок культури, директор                 |
| 4        | Кононенко Валентина Іванівна | 02.11.2010            | середня | член Партії регіонів              | Золотоніський територіальний центр, сестра милосердя |
| 5        | Кобзар Ніна Олександрівна    | 02.11.2010            | середня | позапартійна                      | Богданівська сільська рада, секретар                 |
| 6        | Жгут Микола Борисович        | 02.11.2010            | середня | позапартійний                     | СТОВ «Богданівське», бригадир                        |
| 7        | Руденко Надія Василівна      | 02.11.2010            | вища    | позапартійна                      | Богданівський навчально-виховний комплекс, директор  |
| 8        | Жгут Валерій Борисович       | 02.11.2010            | середня | позапартійний                     | СТОВ «Богданівське», бригадир                        |
| 9        | Жгут Світлана Леонідівна     | 02.11.2010            | середня | член Партії регіонів              | фельдшерсько-акушерський пункт Богдани, фельдшер     |
| 10       | Кирпичова Світлана Іванівна  | 02.11.2010            | середня | позапартійна                      | СТОВ «Богданівське», обліковець                      |
| 11       | Гудкова Оксана Іванівна      | 02.11.2010            | середня | позапартійна                      | СТОВ «Богданівське», бухгалтер                       |
| 12       | Ковальчук Ганна Сергіївна    | 02.11.2010            | середня | член Комуністичної партії України | пенсіонер                                            |
| 13       | Шмаюн Сергій Адамович        | 02.11.2010            | середня | позапартійний                     | ПП «АПК-сервіс-1» с. Ташань, тракторист              |
| 14       | Шмаюн Ганна Іванівна         | 15.11.2010            | вища    | позапартійна                      | с. Богдани, бібліотекар                              |